# Макминвил (град, Орегон)
Макминвил (на английски: McMinnville) е град в окръг Ямхил, щата Орегон, САЩ. Макминвил е с население от 32400 жители (2009) и обща площ от 25,6 km². Намира се на 47,9 m надморска височина. ЗИП кодът му е 97128, а телефонният му код е 503, 971.